# Abominations of Desolation
Abominations of Desolation, è il terzo demo del gruppo musicale death metal statunitense Morbid Angel inciso nell'aprile del 1986 e rimasto inedito sino alla pubblicazione da parte dell'etichetta discografica Earache Records nel 1991.

## Il disco

### Registrazione
La registrazione di questo lavoro fu effettuata dopo che la band ebbe trovato un accordo con la Goreque Records, una piccola label gestita da David Vincent che all'epoca non faceva ancora parte del gruppo. L'album venne prodotto dallo stesso Vincent in collaborazione con Bill Metoyer, ingegnere del suono e produttore in forze alla Metal Blade.
Tuttavia l'etichetta reputò scarsa la qualità della produzione e anche il chitarrista Trey Azagthoth non rimase soddisfatto da quanto realizzato a livello esecutivo. Egli ritenne che i brani, per il loro potenziale, avrebbero dovuto aver ben altre sonorità. In alcune interviste il batterista Mike Browning sostenne che questa idea fosse stato inculcata ad Azagthoth da David Vincent, il quale lo avrebbe voluto convincere a unirsi a lui in una nuova band.

### Edizioni
Questo lavoro rimase dunque inedito fino a settembre 1991 quando la Earache Records lo pubblicò in CD, musicassetta e su disco in vinile da 12". La band autorizzò questa uscita per contrastare il dilagante fenomeno dei bootleg, alcuni di qualità talmente elevata da sembrare delle vere e proprie produzioni originali.
Le contraffazioni più celebri furono l'edizione giapponese in vinile dalla Satanic Records e quella della britannica Headache Records, entrambe del 1991. Esistono però delle ristampe originali: quella su audiocassetta del 1994, ad opera della polacca Metal Mind Productions e quella del 2008 in formato CD edita in Argentina da Del Imaginario Discos.
Il disco è comunque ritenuto dalla band soltanto un demo, come dichiarato da Azagthoth in varie interviste. Ciò causò alcune divergenze d'opinione con Mike Browning, creando un vero e proprio "caso Abominations of Desolation".

### Canzoni
Alcune delle canzoni qui incluse erano già presenti sul demo Scream Forth Blasphemy (Chapel of Ghouls, Unholy Blasphemies, Abominations e Hellspawn), inoltre tutte le tracce, con l'eccezione di Demon Seed, furono in seguito rimaneggiate e reinserite su altri album.

The Invocation / Chapel of Ghouls, The Gate / Lord of all Fevers e Welcome to Hell, vennero rielaborate nel 1989 per Altars of Madness, rispettivamente coi titoli Chapel of Ghouls, Lord of all Fevers & Plague e Evil Spells.

Unholy Blasphemies, Abominations (presente anche sul demo successivo) e Azagthoth, re-intitolata The Ancient Ones, furono incise nuovamente su Blessed Are the Sick del 1991.

Angel of Disease apparve in una versione non molto differente su Covenant (1993) e Hellspawn divenne Hellspawn: the Rebirth su Formulas Fatal to the Flesh (1998).

### Composizioni
Le musiche di questo lavoro vennero tutte composte da Trey Azagthoth seguendo degli stilemi orientati a una estremizzazione del thrash metal, nell'intento di creare delle sonorità ancora più violente di quanto proposto dalle band allora considerate le più estreme in ambito metal, quali Possessed, Slayer e Venom.
Le ritmiche sono molto veloci, i riff di chitarra vengono eseguiti con distorsioni pesanti e costruiscono delle strutture variegate, impreziosite da assoli intricati e contorti.
Il cantato rimane sempre su delle tonalità basse e gutturali, una sorta di screaming furioso e abrasivo.
I testi, anch'essi concepiti da Azagthoth, sono spesso blasfemi e traggono ispirazione dal Necronomicon di H. P. Lovecraft e dalle divinità delle mitologia mesopotamica.

### Titolo
"L'abominio della devastazione", "abomination of desolation" in inglese, è un passaggio biblico riscontrabile nel Libro di Daniele e citato da Gesù nel Vangelo secondo Marco:
Il titolo potrebbe anche essere tratto dal poema in prosa The Abomination of Desolation scritto nel 1929 da Clark Ashton Smith, autore di racconti horror e di fantascienza.

### Libretto
La copertina dell'album ha uno sfondo grigio con al centro il logo dei Morbid Angel in varie tonalità di arancione, sotto di esso appare il titolo del album e l'anno 1986. Nell'angolo destro superiore vi è una banda trasversale nera con la dicitura:

Il libretto si compone di quattro pagine, le due interne riportano un'illustrazione demoniaca tratta dal demo Scream Forth Blasphemy, sotto la quale viene riportata la frase: 
 ispirata al Ciclo di Cthulhu di H. P. Lovecraft e contenuta nel testo della canzone Angel of Disease. Sul retro della copertina è invece possibile leggere soltanto i titoli delle tracce e i nomi dei disegnatori della stessa. Nessun'altra informazione viene riportata, nemmeno i musicisti che parteciparono alla registrazione. Questi ultimi però vengono citati nella biografia sul sito ufficiale della band.

## Tracce
Testi e musiche di Azagthoth eccetto dove indicato.
1. The Invocation / Chapel of Ghouls – 7:11 (testo: Azagthoth, Browning)
2. Unholy Blasphemies – 4:00
3. Angel of Disease – 5:36
4. Azagthoth – 5:49
5. The Gate / Lord of All Fevers – 5:55
6. Hell Spawn – 2:32
7. Abominations – 4:19
8. Demon Seed – 2:12 (Morbid Angel)
9. Welcome to Hell – 4:57

## Formazione
- Mike Browning – voce, batteria
- Trey Azagthoth – chitarra
- Richard Brunelle – chitarra
- John Ortega – basso